# Hugues (archevêque de Vienne)
Pour les articles homonymes, voir Hugues de Vienne, Hugues Ier et Hugues II.
Hugues, parfois dit le Chartreux, mort en 1155 à la Chartreuse de Portes, est un chartreux du XIIe siècle, désigné évêque de Grenoble, sous le nom de Hugues II, puis archevêque de Vienne sous le nom de Hugues Ier.

## Biographie

### Accès au trône grenoblois
Hugues (Hugonis) est un moine chartreux,, issu de la Grande Chartreuse (Dauphiné).
Il est désigné, très tôt, pour succéder à Hugues Ier, « sénile et malade »,. Bernard Bligny souligne même que « Hugues Ier n'avait pas encore fermé les yeux que son successeur Hugues II, moine de la Grande-Chartreuse, était déjà désigné :
c'est même à la suite d’une intervention de Guigues auprès d'Innocent II que la succession du vieil évêque fut évoquée devant le concile de Reims en 1131. ». Saint Hugues meurt en avril 1132. Hugues est présent aux funérailles du saint (Le Coq, 2015).
Hugues est élu évêque de Grenoble, en 1132, par le pape Innocent II, sous le nom Hugo II.

### Épiscopat grenoblois
Les travaux d'agrandissement de la cathédrale Notre-Dame, notamment le cloitre, sont terminés au cours de son épiscopat.
Le pape Innocent II entreprend la canonisation d'Hugues Ier, en 1134. Le prieur chartreux Guigues Ier est invité à rédiger une Vita de Saint Hugues qu'il envoie au pape vers 1135.
Il poursuit le travail d'implantation de la règle de Saint Augustin dans son diocèse, débuté avec son prédécesseur, jusqu'au sein de la Cathédrale, malgré des résistances, dès 1135-1136. Le pape Innocent II s'en félicite dans une lettre datée de l'année précédente.
En 1139, il prend part, aux côtés d'Ulric, évêque de Die, à la consécration de l'autel des Écouges, donnée aux Chartreux par son prédécesseur Saint Hugues,.
Il reçoit le 21 décembre 1145 une lettre du pape Eugène III qui lui apporte son amitié et, à la demande de Hugues, reçoit sa protection, ainsi que la confirmation de plusieurs actes.
Sur son épiscopat, il est à l'origine de la mise en place de la fonction de juge épiscopal. Il semble avoir fait régulièrement l'usage d'un sceau. Plusieurs actes, dont il est l'auteur ou le mentionnant, sont assemblés par le Regeste dauphinois (1912), produit par l'érudit local Ulysse Chevalier (1912). Certaines sont également analysées par les travaux, plus récents, d'Aurélien Le Coq (2015).
Son successeur, Noël (Natalis), moine de la Chartreuse de Portes, est désigné, mais son élection est annulée, à la demande de la Grande Chartreuse qui lui préfère Othmar,.

### Archevêque de Vienne
En 1148, Hugues est transféré, par le pape Eugène III, sur le siège de Vienne. Il est de fait abbé de Romans (Romans-sur-Isère).
Du Boys souligne que ce transfert souligne les difficultés auxquels il est confronté, indiquant qu'« il n'y fut pas aussi heureux qu'il l'avait été à Grenoble ; il ne put pas acquérir autant d'influence sur le clergé et sur les seigneurs », notamment lorsqu'il tente de mettre en place des réformes. Ses détracteurs en appel au Saint Père qu'il le réprimande à travers une lettre et lui demande d'arrêter ses injustices envers les moines de Cluny et de Clairvaux,. Face à ces calomnies, échange avec Pierre le Vénérable qui intervient auprès du pape pour clamer l'innocence de l'archevêque de Vienne.
Vers 1149, il est chargé par le pape de juger un litige opposant l'abbé de Cluny à l'évêque d'Autun. Vers 1150, le Saint Père le fait appeler à Rome pour une affaire diplomatique, le mariage d'un personnage important.
En 1153, il obtient la confirmation des privilèges de son Église par l'Empereur,.
Plusieurs actes de son archiépiscopat sont répertoriés dans le Regeste dauphinois.

### Résiliation et mort
Hugues, à l'exemple de saint Hugues, résigne pour se retirer dans la solitude en 1154. Étienne II, archichancelier du royaume de Bourgogne, puis de l'Empereur, est mentionné comme son successeur sur le trône épiscopal dès 1155.
Hugues se retire dans la Chartreuse de Portes, près de Belley, où il meurt le 6 mai 1155,.

### Regeste dauphinois(1912-1926)
1. ↑  Regeste dauphinois, p. 587, Tome 1, Fascicule 2, Acte no 3463 (lire en ligne).
2. ↑  Regeste dauphinois, p. 591, Tome 1, Fascicule 2, Acte no 3494 v(lire en ligne).
3. 1 2  Regeste dauphinois, p. 599, Tome 1, Fascicule 2, Actes no 3550, no 3551  (lire en ligne).
4. ↑  Regeste dauphinois, p. 599, Tome 1, Fascicule 2, Acte no 3553  (lire en ligne).
5. ↑  Regeste dauphinois, p. 608-609, Tome 1, Fascicule 2, Actes no 3605 et no 3606 (lire en ligne).
6. ↑  Regeste dauphinois, p. 628, Tome 1, Fascicule 2, Acte no 3745  (lire en ligne).
7. ↑  Regeste dauphinois, p. Tome 1, Fascicule 2, Actes no 3495, no 3499, no 3500, no 3501, no 3502, no 3503, no 3516, no 3522, no 3541, no 3542, no 3556, no 3561, no 3561, no 3563, no 3733, no 3774, no 3777  (lire en ligne).
8. ↑  Regeste dauphinois, p. 638, Tome 1, Fascicule 2, Acte no 3804  (lire en ligne).
9. ↑  Regeste dauphinois, p. 639, Tome 1, Fascicule 2, Actes no 3820 et no 3821 (lire en ligne).
10. ↑  Regeste dauphinois, p. 642, Tome 1, Fascicule 3, Acte no 3830 (lire en ligne).
11. ↑  Regeste dauphinois, p. 649, Tome 1, Fascicule 3, Acte no 3884(en ligne).
12. ↑  Regeste dauphinois, p. 658, Tome 1, Fascicule 3, Acte no 3939 (en ligne).
13. ↑  Regeste dauphinois, p. Tome 1, Fascicule 3, Actes no 3823, no 3859, no 3877, no 3896, no 3918, no 3919, no 3920, no 3946, no 3947  (lire en ligne).
14. 1 2  Regeste dauphinois, p. 664, Tome 1, Fascicule 3, Acte no 3968 (en ligne).